# Alberto Ramos (escritor)
Alberto Ramos (Málaga, 1999) es un artista español-sueco cuyas obras han tenido una gran acogida en España y América Latina

## Biografía
Alberto Ramos es un escritor, poeta, ilustrador y artista español-sueco. Su obra se caracteriza por un enfoque autobiográfico, abordando temas como la identidad, el autodescubrimiento, la memoria, el amor, la homofobia. y la violencia.
Ramos fue adoptado a los 15 años para mudarse a Estocolmo, Suecia, país donde estudió la secundaria y aún continua sus estudios universitarios, y publicó su primer libro en inglés con 18 años. Allí sufrió bullying homofóbico extremo, que desembocó en un caso muy mediático y que precedió el lanzamiento de su primera obra: eighteen. 
Comenzó a escribir desde muy joven, y debutó con el poemario eighteen que se convirtió en un fenómeno editorial.
Su primera novela, queen, es una obra de corte autobiográfico en la que narra su paso por la adolescencia como joven gay en contextos hostiles, tanto en España como en Suecia.
Su último poemario, alpha, explora la violencia en la infancia.

## Obras
Poesía
- eighteen[20] (2018), Espasa, Planeta.
- gay[21] (2019), Espasa, Planeta.
- baydoun[22] (2023), Espasa, Planeta.
- alpha[23] (2024), Espasa, Planeta.

Novela
- queen[24] (2022), Espasa, Planeta.
- brown[25] (2025), Espasa, Planeta.